# Mikel Merino Zazón
Mikel Merino Zazón (Pamplona, 22 de juny de 1996) és un futbolista professional navarrès que juga com a migcampista per l'Arsenal FC. És internacional amb la selecció espanyola.
Després de començar a l'Osasuna, va passar a jugar al Borussia Dortmund, el Newcastle United i la Reial Societat.
Merino ha representat Espanya en dos Campionats d'Europa sub-21, guanyant l'edició de 2019. Va fer el seu debut amb la selecció absoluta el 2020, amb la qual va jugar l'Euro 2024 la qual també va guanyar.

## Carrera de club

### Osasuna
Nascut a Pamplona, Navarra, Merino va començar la seva carrera amb el CD Amigó, per després passar al CA Osasuna. Va fer el seu debut com a sènior amb el filial la temporada 2013-14, a Tercera Divisió.
El 23 d'agost de 2014, Merino va fer la seva primera aparició competitiva amb el primer equip, començant com a titular en una victòria a casa per 2-0 contra el FC Barcelona B a Segona Divisió. Va marcar el seu primer gol com a professional el 21 de desembre, el guanyador de la victòria per 2-1 a la UD Las Palmas.
Merino va ascendir definitivament a l'equip principal el 31 de gener de 2015, amb la samarreta número 8. Va ser titular habitual en el seu primer any, cosa que els va ajudar a evitar el descens per poc.
A la campanya 2015-16, Merino va marcar quatre gols en 34 aparicions per ajudar l'Osasuna a acabar sisè i arribar als play-offs d'ascens. En la primera ronda d'aquella etapa, va marcar un doblet en una victòria a casa per 3-1 contra el Gimnàstic de Tarragona, i va afegir un altre gol al partit de tornada (victòria 3-2).

### Borussia Dortmund
El 15 de febrer de 2016, Merino va signar un contracte de cinc anys amb el Borussia Dortmund, que es va fer efectiu l'1 de juliol. La seva primera aparició a la Bundesliga va tenir lloc el 14 d'octubre, quan va jugar els 90 minuts sencers en un empat a casa 1-1 davant l'Hertha BSC.

### Newcastle United
El juliol de 2017, Merino va fitxar pel Newcastle United amb un préstec de temporada, el club de la Premier League va acceptar una clàusula que els obligava a fitxar el jugador de manera permanent, en funció de diverses aparicions. El 13 d'octubre es va invocar, i va acceptar un contracte de cinc anys.
Merino va jugar 24 partits competitius amb els Magpies, marcant una vegada, un cop de cap tardà que va ser l'únic gol contra el Crystal Palace al St James' Park el 21 d'octubre de 2017.

### Reial Societat
Merino va tornar a Espanya el 12 de juliol de 2018, signant un contracte de cinc anys amb la Reial Societat per una quota no revelada que es calcula que era de 12 milions d'euros. El seu primer partit a la primera divisió va tenir lloc el 18 d'agost, quan va jugar 59 minuts en una victòria per 2-1 contra l'amfitrió Vila-real CF; el seu primer gol el 21 de setembre va guanyar el partit a la SD Osca. Tot i tenir dificultats inicials per adaptar-se al seu nou equip, i també amb alguns problemes de lesions, finalment va esdevenir titular. i va fer 4 gols en 32 partits en la seva primera temporada, 2018–19.
El 7 de març de 2020, Merino va portar el braçalet de capità per primera vegada en una derrota a la Lliga per 1-0 davant el FC Barcelona. El juliol, va renovar el seu contracte fins al 2025.
El 3 d'abril de 2021, Merino va guanyar el seu primer títol després de jugar els 90 minuts complets de la final de la Copa del Rei 2020, retardada a causa de la pandèmia de COVID-19, contra l'Athletic Club, assistint Portu, que va ser objecte de falta a l'àrea; Mikel Oyarzabal va convertir de penal l'únic gol del partit a l'Estadio de La Cartuja, i Merino va ser nomenat jugador del partit.
A la campanya 2023–24, Merino va ser el jugador que va guanyar més duels per la possessió a les lligues més importants d'Europa amb 326.

### Arsenal
Merino va tornar a la màxima divisió anglesa el 27 d'agost de 2024, signant un contracte de quatre anys amb l'Arsenal FC per una tarifa de 31,6 milions de lliures esterlines. En el seu primer entrenament, es va fracturar l'espatlla en una col·lisió amb Gabriel Magalhães i va ser descartat durant diverses setmanes. Va participar en el seu primer partit l'1 d'octubre, com a suplent en una victòria a casa per 2-0 contra el Paris Saint-Germain FC a la fase de lliga de la Lliga de Campions de la UEFA 2024-25. Va marcar el seu primer gol a la Lliga 26 dies després, dirigint-se a casa d'un tir lliure en un empat a 2-2 a casa amb el Liverpool FC.
El 15 de febrer de 2025, Merino va substituir Raheem Sterling al minut 69 del partit de lliga contra el Leicester City FC; com que el titular habitual al lloc de davanter centre, Kai Havertz, havia patit una lesió als isquiotibials durant l'entrenament una setmana abans, va ser col·locat a la posició de Havertz, i va marcar els dos gols en una victòria per 2-0. El 8 d'abril, després d'haver tornat a jugar com a davanter, va tancar amb un gol la derrota per 3-0 del Reial Madrid a l'Emirates Stadium en l'anada dels quarts de final de la Lliga de Campions.

## Carrera internacional
Merino va formar part de la selecció espanyola sub-19 que va guanyar l'Eurocopa de la UEFA 2015 a Grècia. Va marcar el seu primer gol del torneig, obrint una victòria per 3-0 sobre el titular Alemanya a l'AEL FC Arena de Làrissa. Va tenir la seva primera convocatòria a l'equip sènior el 20 d'agost de 2020 per als dos primers partits de la UEFA Nations League 2020-21 contra Alemanya i Ucraïna, guanyant el seu primer partit contra el primer el 3 de setembre en substituir a Sergio Busquets abans. a la segona meitat d'un empat 1-1. Va ser suplent i va entrar a la segona part a la final de la Lliga de Nacions de la UEFA 2021 que Espanya va perdre contra França per 1-2.
El 18 de juny de 2023 va jugar com a suplent a la final de la Lliga de Nacions de la UEFA 2023 que Espanya va guanyar contra Croàcia per 5-4 als penals després d'un empat a 0 després de la pròrroga assolint així el seu primer títol de la Lliga de Nacions de la UEFA.

## Vida personal
El pare de Merino, Ángel, també era futbolista. La seva carrera també va estar relacionada amb l'Osasuna, tant com a jugador com a entrenador.

## Palmarès
Borussia Dortmund
- 1 Copa alemanya: 2016-17

Reial Societat
- 1 Copa del Rei: 2019-20

Selecció espanyola
- 1 Eurocopa: 2024[44]
- 1 Lliga de les Nacions de la UEFA: 2022-23[45]
- 1 Medalla d'argent en els Jocs Olímpics: 2020
- 1 Campionat d'Europa sub-21: 2019
- 1 Campionat d'Europa sub-19: 2015